# Черненко, Пётр Ефимович
Пётр Ефимович Черненко (укр. Петро Юхимович Черненко; 17 января 1905 год, село Буромка, Хорольский уезд, Полтавская губерния — 1975 год, посёлок Семёновка, Семёновский район, Полтавская область, Украинская ССР) — председатель колхоза имени Карла Маркса Семёновского района Полтавской области, Украинская ССР. Герой Социалистического Труда (1965).

## Биография
Родился 17 января 1905 года в селе Буромка Хорольского уезда в крестьянской семье. Получил начальное образование в родном селе. Трудовую деятельность начал в местном колхозе. В 1933 году избран председателем Малолипняговского сельского совета депутатов. Позднее был избран председателем колхоза имени Парижской коммуны Семёновского района. В 1939 году назначен начальником Веселоподольской МТС. После начала Великой Отечественной войны участвовал в эвакуации оборудования Веселоподольской МТС в Поволжье. В 1943 году руководил восстановлением и организацией работы Веселоподольской МТС в Семёновском районе.
В 1953 году избран председателем колхоза имени Карла Маркса Семёновского района. Вывел колхоз в число передовых сельскохозяйственных предприятий Полтавской области. В 1965 году удостоен звания Героя Социалистического Труда «за успехи, достигнутые в повышении урожайности, увеличении производства и заготовок сахарной свеклы».
В 1969 году вышел на пенсию. Проживал в посёлке Семёновка Полтавской области, где скончался в 1975 году.

## Награды
- Герой Социалистического Труда — указом Президиума Верховного Совета СССР от 31 декабря 1965 года
- Орден Ленина
- Орден Трудового Красного Знамени
- Орден «Знак Почёта»